# Citrus wintersii
Citrus wintersii, comúnmente conocida como lima dedo del río Brown, es un arbusto perteneciente al género Citrus, dentro de la familia de las rutáceas. Es endémica de Papúa Nueva Guinea.

## Descripción
La lima dedo del río Brown presenta hojas largas y estrechas, de unos 3 cm de largo. Su follaje se caracteriza por ser denso y vigoroso.
El fruto, de forma fusiforme, es pequeño, alargado y puntiagudo en ambos extremos, de 5-8 cm de longitud. Además permanece siempre de color verde oscuro, incluso después de madurar. Se caracteriza por poseer una pulpa formada por numerosas semillas pequeñas, translúcidas, jugosas y crujientes, que se asemejan al caviar por su tamaño y textura.
La planta rara vez supera el metro y medio de altura en estado silvestre, aunque algunos ejemplares cultivados a partir de semillas en California han alcanzado alturas de más de 3 metros.
La floración de esta planta aparece a los 14 meses de la germinación de la semilla, por lo que se trata de una planta con una fase juvenil bastante corta.  

## Distribución y hábitat
Es endémica de la región del río Brown en Papúa Nueva Guinea y crece principalmente en el bioma tropical húmedo.

## Taxonomía
Citrus wintersii fue descrita por el botánico británico David Mabberley y publicada por primera vez en la revista científica Telopea 7: 342 en 1998.

Etimología
- Citrus: nombre genérico que proviene del latín citrus, que se refiere a los árboles y arbustos que producen frutas cítricas, como limones, naranjas y limas. El término citrus tiene sus raíces en el griego antiguo κίτρον (kítron), que significa 'cítricos' o 'fruto de cítricos'.
- wintersii: epíteto específico otorgado en honor a William Winters.[4]

## Estado de conservación
En la Lista Roja de Especies Amenazadas de la UICN, la especie está clasificada como “Vulnerable (VU)”.

## Usos
Los indígenas de Nueva Guinea, así como los primeros colonos, han utilizado sus frutos como fuente de alimento. Además, actualmente los podemos encontrar en la cocina australiana moderna formando parte de mermeladas y salsas. 